# Philip Tafdrup
Philip Tafdrup (født 1979) er en dansk digter og forfatter.
Han er søn af professor, dr.phil. Bo Hakon Jørgensen (født 1946) og forfatteren Pia Tafdrup.
Philip Tafdrup debuterede i 2010 med digt/foto-samlingen Cat loves Sean. I 2012 udkom prosasamlingen Wunderkammer og mini-digtsamlingen Tegn & varsler (Den Fynske Forårsudstilling).
Philip Tafdrup er blandt andet tildelt arbejdslegat fra Statens Kunstfond i 2010, legater fra Autorkontoen og Overretssagfører L. Zeuthens Mindelegat, samt arbejdsstipendier på Klitgården og refugiet San Cataldo.
Han udgav i sommeren 2023 romanen  “Havets storsind”.

## Priser og udmærkelser
- 2010 Statens Kunstfonds arbejdslegat[1]
- 2011-12 Dansk Forfatterforening,  autorkontoen, projektlegat[2]
- Overretssagfører L. Zeuthens Mindelegat